# Thanh giáo
Các sử gia và những người chỉ trích xem các tín hữu Cơ Đốc theo khuynh hướng Thanh giáo ở Anh vào thế kỷ 16 và 17 là những người tìm kiếm "sự tinh tuyền" trong thần học và thờ phượng. Thuật từ này cũng được dùng để chỉ những người từ chối chấp nhận cuộc cải cách tôn giáo của Giáo hội Anh, và những người chủ trương tách rời khỏi quốc giáo được xác lập theo Định chế Tôn giáo thời Elizabeth. Theo một ý nghĩa đặc biệt, thuật từ này được áp dụng cho những người muốn nhổ bỏ khỏi Anh giáo mọi giáo thuyết và giáo nghi, theo quan điểm của họ, không xuất phát từ giáo huấn của Kinh Thánh. Chỉ có một số ít người Thanh giáo chủ trương tách rời khỏi giáo hội dưới thời Vua James I, phần lớn muốn ở lại và vận động thay đổi giáo hội. 

## Từ nguyên
Dù đã được nhắc đến từ thế kỷ 3, thuật từ "Thanh giáo" chỉ được áp dụng cho một số giáo hội Kháng Cách kể từ thế kỷ 16 đến nay. Cũng nên biết rằng những người Thanh giáo không sử dụng thuật từ này cho chính họ. Từ những năm 1560, thuật từ này được xem như một cách gọi thể hiện sự chế giễu. "Thanh giáo" được dùng để chỉ một khuynh hướng tôn giáo hơn là một giáo phái riêng biệt.
Động năng thần học chủ đạo được xem là trọng tâm của Thanh giáo là Thần học Calvin, là nền thần học đã giúp hình thành các giáo hội Trưởng Lão, Baptist và Tự trị Giáo đoàn.

## Xác tín
Nguyên lý trọng tâm của Thanh giáo là quyền tể trị của Thiên Chúa trên mọi diễn biến xảy ra trong lịch sử loài người, nhất là trong hội thánh. Nguyên lý này được trình bày trong Kinh Thánh. Do đó, mỗi cá nhân và toàn thể hội thánh cần phải sống và hành xử theo giáo huấn của Kinh Thánh, tìm kiếm sự thánh khiết trong nếp sống đạo đức, cũng như sự tinh tuyền trong hội thánh đến mức độ cao nhất.
Các lý tưởng xã hội của người Thanh giáo bắt nguồn từ giáo huấn của Kinh Thánh, đặc biệt là các vấn đề liên quan đến vai trò của phụ nữ và nam giới trong cộng đồng. Để trở nên thuộc viên của hội thánh, theo quan điểm Thanh giáo, không chỉ cần theo đuổi nếp sống tin kính và hiểu biết đầy đủ về các nguyên lý căn bản của đức tin Cơ Đốc mà còn cần có những trải nghiệm về dấu chứng của ân điển Thiên Chúa tác động đến linh hồn của tín hữu. Chỉ có những người có thể trình bày các chứng cứ hiển nhiên về trải nghiệm qui đạo của mình mới được chấp nhận là thuộc viên của hội thánh.
Về trải nghiệm cá nhân, Thanh giáo dạy rằng bởi ân điển của Chúa mỗi người cần được tiếp tục đổi mới luôn, hầu có thể tranh đấu với bản thân chống lại áp lực của tội lỗi mỗi ngày, để có thể theo đuổi nếp sống công chính đẹp lòng Chúa. Mỗi tín hữu Cơ Đốc cần phải sống kiêm nhường và tuân phục Chúa. Văn hóa Thanh giáo nhấn mạnh đến nhu cầu tự xét mình, nghiêm khắc tự tra xét mọi hành vi và cảm xúc trong đời sống hằng ngày. Đây cũng là nguyên lý trọng tâm của trải nghiệm Tin Lành. Một đặc điểm khác của văn hóa Thanh giáo là phụ nữ được xem là nhân tố chính trong nỗ lực bảo vệ và duy trì các giá trị gia đình.
Về giáo nghi, người Thanh giáo tin rằng sự thờ phượng trong nhà thờ cần được qui chuẩn nghiêm nhặt. Lễ thờ phượng trong các nhà thờ Thanh giáo thường chú trọng đến tính đơn giản, và hạn chế đến mức tối đa các nghi thức, với tâm điểm là phần luận giải Kinh Thánh. Giống thời kỳ các giáo phụ, người Thanh giáo hạn chế việc sử dụng các loại nhạc cụ trong lễ thờ phượng. Tuy nhiên, họ yêu thích và khuyến khích sự phát triển âm nhạc trong đời sống thường nhật.
Một đặc điểm quan trọng khác của Thanh giáo là quan điểm của họ về mối quan hệ giữa giáo hội và nhà nước. Họ chống đối tư tưởng Anh giáo về sự kiểm soát của vương quyền đối với giáo hội. Theo Calvin, chỉ có Chúa Cơ Đốc là Đầu của hội thánh, trên trời và dưới đất (không phải Giáo hoàng, cũng không phải vương quyền). Tuy nhiên, họ tin rằng các bậc cầm quyền phải chịu trách nhiệm trước Thiên Chúa nhằm thực thi quyền lực để bảo vệ, khuyến khích, và ban thưởng những người theo đuổi nếp sống đức hạnh, trong đó có "đạo thật", và trừng phạt kẻ ác – lập trường này nên được miêu tả như là không can thiệp hơn là phân lập giữa giáo hội và nhà nước.
Các xác tín khác của Thanh giáo gồm có:
- Quan tâm đặc biệt đến việc xây dựng tập quán nghiên cứu Kinh Thánh hằng ngày của mỗi tín hữu.
- Tập chú vào nỗ lực giáo dục và khai sáng mọi người (nhất là để mỗi người có thể tự đọc Kinh Thánh)
- Quyền tư tế của mỗi tín hữu (mọi người đều bình đẳng trước Thiên Chúa, và tiếp nhận sự cứu rỗi mà không cần thông qua giai cấp trung gian).
- Tính đơn giản trong thờ phượng, không sử dụng lễ phục, ảnh tượng, nến...
- Không cử hành những ngày lễ truyền thống, vì họ tin rằng điều này vi phạm các nguyên tắc thờ phượng của Thanh giáo.
- Giữ ngày Sabbath là bổn phận của mọi tín hữu. Người Thanh giáo tin rằng ngày Sabbath của hội thánh là Chúa nhật.
- Một số người Thanh giáo ủng hộ hệ thống tăng lữ trong giáo hội, nhưng đa phần theo đuổi mục tiêu cải tổ các giáo hội theo thể chế Giám mục sang mô hình trưởng lão. Nhiều người Thanh giáo chấp nhận thể chế tự trị giáo đoàn.

Bên cạnh chủ trương khuyến khích nền giáo dục phổ thông dành cho tín hữu, người Thanh giáo đặc biệt quan tâm đến việc đào tạo về học thuật cho các mục sư, để họ có thể đọc Kinh thánh trong nguyên văn tiếng Hi Lạp, tiếng Hebrew, hoặc tiếng Aram, am tường về truyền thống hội thánh cổ đại và đương đại, cũng như các môn học liên quan. Phần lớn các nhà thần học Thanh giáo đều trải qua giai đoạn nghiên cứu nghiêm túc ở các học viện nổi tiếng như Đại học Oxford và Đại học Cambridge trước khi nhận lãnh thánh chức.

## Đời sống gia đình
Theo niềm tin Thanh giáo, trật tự của công cuộc sáng tạo là: thế giới được tạo dựng cho con người, và con người được tạo dựng cho Thiên Chúa. Thế giới được tạo dựng theo tôn ti trật tự, tương tự như vậy là xã hội loài người. Người Thanh giáo xem trọng hệ thống tôn ti trật tự trong xã hội vì xem đó là "ý chỉ của Chúa muốn loài người sống trong xã hội, trước tiên là Gia đình, kế đó là Hội thánh, và thứ ba là Cộng đồng." Trật tự trong gia đình được xem là cấu trúc nền tảng. Không giống với các di dân vào thời ấy – thường là những người đàn ông độc thân tìm đến vùng đất mới – người Thanh giáo di cư đến vùng New England theo đơn vị gia đình. Thế hệ tiên phong trong đợt di dân đầu tiên (1630 – 1640) tin rằng người vợ Thanh giáo tốt không nên nấn ná ở nước Anh, mà cần phải sống bên cạnh chồng trong nỗ lực phụng sự Chúa. Họ cũng nhấn mạnh đến thẩm quyền của nam giới trong cương vị chủ gia đinh. Giống các phụ nữ thời ấy, người vợ Thanh giáo ở New England không có quyền sở hữu tài sản, nhưng được giao quyền cai quản gia đình. Luật pháp Massachusetts không cho phép người chồng đòi hỏi người vợ làm bất cứ điều gì trái với giáo huấn Kinh Thánh. Người Thanh giáo tin rằng người vợ bình đẳng với chồng trong lãnh vực thuộc linh. Một tác giả Thanh giáo, Thomas Gataker, trình bày ý nghĩa hôn nhân theo Thanh giáo như sau:
| “ | ... chung sống với nhau trong đời này như là những người bình đẳng trong ân điển, chăm sóc nhau như là những người đồng thừa tự sự vinh hiển đời đời. | ” |

Dù phải phục tùng chồng theo quy ước xã hội, phụ nữ được xem là bình đẳng với nam giới trong lĩnh vực tâm linh và khi kết hợp với nhau trong hôn nhân. Do đó, người phụ nữ Thanh giáo được mặc nhận có thẩm quyền trong việc quản trị gia đình và giáo dưỡng con cái. Người Thanh giáo tin rằng tình mẫu tử là khía cạnh cao quý nhất của tính cách người phụ nữ. Người mẹ Thanh giáo nên nỗ lực giáo dưỡng con mình theo đuổi nếp sống công chính và trải nghiệm sự cứu rỗi.
Trong cộng đồng Thanh giáo ở New England, gia đình là đơn vị căn bản của xã hội. Trong gia đình, người Thanh giáo thực thi và hoàn chỉnh các giá trị tôn giáo, đạo đức, và xã hội; từ đó đáp ứng các kỳ vọng của cộng đồng. Mối quan hệ bên trong gia đình hạt nhân, cùng với sự tương tác giữa gia đình với cộng đồng, là đặc điểm để phân biệt một cộng đồng Thanh giáo với các cộng đồng định cư khác. Thẩm quyền và lòng tuân phục được xem trọng trong mối quan hệ giữa cha mẹ và con cái trong gia đình Thanh giáo. Tình yêu chân chính đồng nghĩa với kỷ luật đúng mức. Trong một xã hội không hề có cảnh sát thì gia đình là đơn vị căn bản đảm nhiệm chức trách này. Bởi vì trọng trách giáo dưỡng trẻ con thuộc về phụ nữ, nên trải nghiệm về sự cứu rỗi được xem là chuẩn mực hàng đầu đối với người làm mẹ. Người Thanh giáo xem việc giáo huấn trẻ nhỏ là giai đoạn chuẩn bị cho trải nghiệm tiếp nhận đức tin Cơ Đốc của chúng sau này.

## Giáo dục

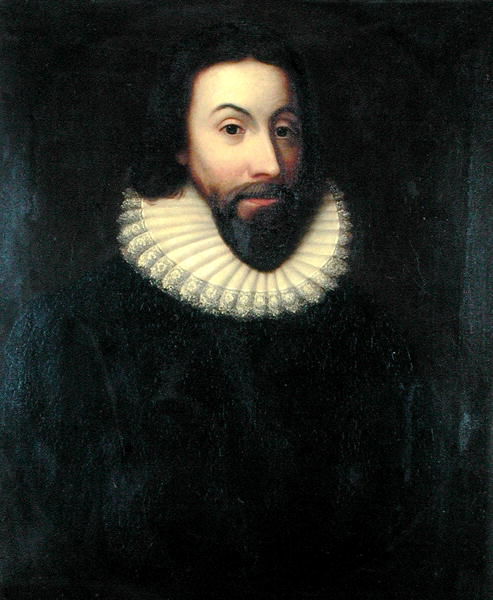
John Winthrop, lãnh đạo đợt di dân đến Massachussets năm 1630.

Năm 1630, khi John Winthrop giong buồm vượt Đại Tây Dương đến New England, ông khuyến khích các bạn đồng hành rằng xã hội mà họ kiến tạo tại vùng đất mới phải giống như "thành xây trên núi", vì vậy, họ phải là một cộng đồng Cơ Đốc tinh tuyền nhằm kiến tạo một hình mẫu cho thế giới. Để đạt được mục tiêu này, các nhà lãnh đạo Thanh giáo đặc biệt quan tâm đến công cuộc giáo dục. Trong số họ, những người học thức, thường là những người từng theo học ở Oxford và Cambridge, có đủ khả năng để giao lưu với giới trí thức ở khắp châu Âu. Chỉ mất sáu năm sau khi đặt chân lên vùng đất mới, người Thanh giáo đã thành lập Đại học Harvard.
Đến thập niên 1670, tất cả khu định cư vùng New England (ngoại trừ Rhode Island) đều thông qua luật xóa mù chữ bắt buộc đối với trẻ em. Từ năm 1647, Massachusetts đã phê chuẩn luật yêu cầu các thị trấn thuê giáo viên dạy viết chữ. Bắt đầu xuất hiện các loại hình trường học khác nhau, từ trường "dạy đọc", phụ nữ dạy trẻ nhỏ ở nhà, đến trường "tiếng Latin" dành cho trẻ em trai sau khi chúng biết đọc viết tiếng Anh, chuẩn bị cho chương trình học ngữ pháp tiếng Latin, Hebrew và Hi Lạp. Trường dạy đọc thường là nguồn giáo dục duy nhất dành cho các bé gái, trong khi các bé trai có thể rời khỏi các cô bảo mẫu để đến trường ngữ pháp trong thị trấn. Thời ấy, giới tính vẫn là yếu tố quyết định cho việc thụ hưởng giáo dục.
Tôn giáo là động cơ chính cho giáo dục. Muốn xây dựng con người thánh khiết thì họ cần phải biết đọc Kinh Thánh. Như được xác định rõ ràng trong các điều khoản đức tin năm 1549, "Kinh Thánh chứa đựng mọi điều cần thiết cho sự cứu rỗi." Đọc và hiểu biết Kinh Thánh giúp dẫn dắt người đọc đến sự cứu rỗi. Do đó, bổn phận của người Thanh giáo là thường xuyên tra cứu Kinh Thánh.
Yếu tố dân trí cũng là động lực thúc đẩy công cuộc giáo dục trong cộng đồng Thanh giáo tại New England. Trẻ con cần biết đọc để có thể "hiểu biết luật pháp căn bản của xứ sở," theo một đạo luật của Massachusetts.
Sự quan tâm đến giáo dục tạo nên sự khác biệt đáng kể giữa cộng đồng Thanh giáo ở New England với các vùng khác trong thời kỳ lập quốc Mỹ. Mô hình giáo dục ở New England cũng khác với nước Anh, ở Anh không có luật tuyển dụng giáo viên, cũng không bắt buộc xóa mù chữ cho trẻ em. Thật vậy, ngoại trừ tại Scotland, mô hình giáo dục Thanh giáo là duy nhất trên thế giới vào thời ấy.

## Tinh thần Thanh giáo tại Hoa Kỳ
Nhiều người cho rằng chính là do "Tinh thần Thanh giáo" mà nền văn hóa chính trị tại Hoa Kỳ có khuynh hướng chống lại việc buôn bán rượu và tình dục phóng khoáng.
Tuy nhiên, người Thanh giáo không chống đối việc uống rượu cách tiết độ, và xem việc thụ hưởng niềm hạnh phúc chăn gối trong hôn nhân là món quà tặng quý báu đến từ Chúa. Từ những xác tín này, người Thanh giáo công khai quở trách tệ nghiện rượu, say sưa chè chén, và quan hệ tình dục ngoài hôn nhân.
Trong quyển Dân chủ ở Mỹ (Democracy in America), Alexis de Tocqueville đưa ra luận cứ cho rằng chính lập trường Thanh giáo của những người di cư đã thiết lập nền tảng vững chắc cho nền dân chủ ở Mỹ. Theo ông, người Thanh giáo có tính cần cù, năng nổ, và yêu chuộng sự công bằng. Luận đề về niềm tin tôn giáo lập nền cho kỷ luật lao động cũng được nhà xã hội học Max Weber triển khai trong các biên khảo của ông, mặc dù cả de Tocqueville và Weber đều tin rằng tính kỷ luật chỉ là một trong các nhân tố dẫn đến những thành tựu kinh tế của người Thanh giáo. Trong khi đó, James A. Monroe trong quyển Hellfire Nation, cho rằng đã có một số mâu thuẫn đối kháng trong quan điểm Thanh giáo, theo ông, chính ước muốn kiến tạo một xã hội công bằng, và lòng nhiệt thành cổ xúy các giá trị đạo đức nhằm xây dựng một xã hội tốt đẹp, đôi lúc đã tạo ra sự hoang tưởng và tính độc đoán đối với sự bất đồng quan điểm, chính là nguồn gốc hình thành nền chính trị đương đại của Hoa Kỳ.

## Lịch sử

### Nền tảng, đến năm 1559

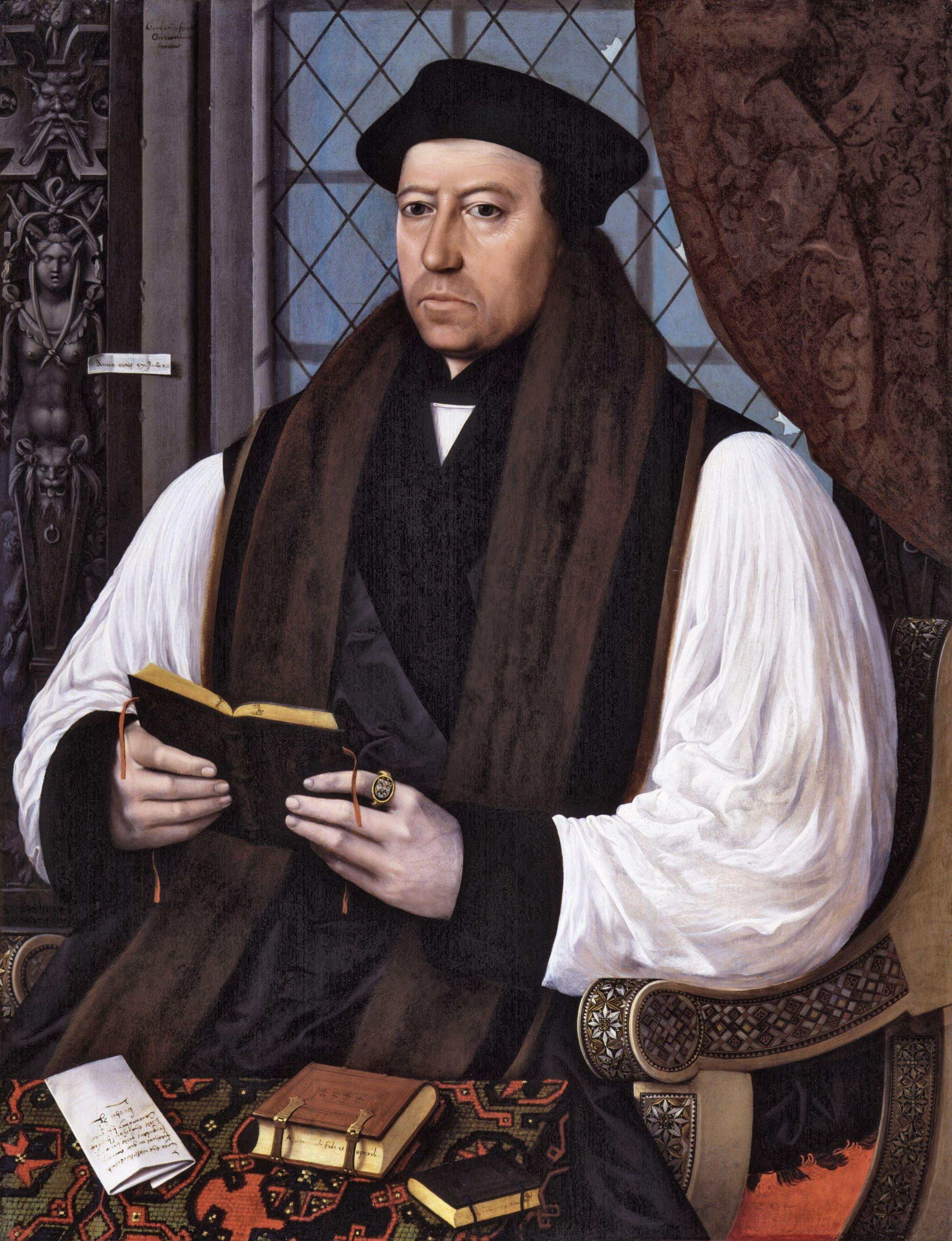
Thomas Cranmer (1489-1556), Tổng Giám mục Canterbury, trong Giáo hội Anh, Cranmer chủ trương theo Thần học Calvin.

Cuộc Cải cách tại Anh, khởi đầu dưới triều Henry VIII của Anh, bắt đầu chịu ảnh hưởng của phong trào cải cách tại lục địa như Lutheran và Cải cách, trong khi Giáo hội Anh vẫn tiếp tục duy trì thần học và giáo nghi Công giáo. Chỉ sau khi con trai của Henry, Edward VI, lên ngôi cuộc cải cách tại Anh mới đi theo khuynh hướng thần học Calvin.
Một trong những nguyên nhân giúp phát triển tư tưởng Calvin tại Anh là sự thất bại của Liên minh Schmalkalden, một liên minh quân sự được thành lập bởi các vương hầu Kháng Cách, trước lực lượng của Charles V, Hoàng đế Thánh chế La Mã, khiến một số các nhà cải cách hàng đầu tìm đến tị nạn tại Anh, trong đó có Peter Martyr Vermigli (được bổ nhiệm làm Giáo sư Thần học tại Đại học Oxford), Martin Bucer (Giáo sư Thần học tại Đại học Cambridge), và John a Lasco.
Ba người này có ảnh hưởng đáng kể trên Tổng Giám mục Canterbury Thomas Cranmer, nhà lãnh đạo Giáo hội Anh. Đây là yếu tố quan trọng vì Cranmer có thể đưa quan điểm thần học của mình vào Sách Cầu nguyện chung của Giáo hội Anh. Trong ấn bản năm 1552, cũng như trong bản Bốn mươi Hai Tín điều, có nhiều ý tưởng của Martin Bucer. Như thế, đến năm 1552, Giáo hội Anh ngả theo khynh hướng Cải cách dù vẫn giữ lại nhiều yếu tố cũ trong giáo nghi mà các giáo hội cải cách ở lục địa đã bác bỏ như Lễ Lá, lễ phục bắt buộc đối với chức sắc...
Dưới triều Edward VI, Giáo hội Anh tiến vững chắc theo lập trường cải cách. Nhưng tiến trình này bị chặn đứng trong năm 1553, khi Edward băng hà và người chị Công giáo của nhà vua, Mary I, lên ngôi. Với quyết tâm đem Giáo hội Anh trở lại với Công giáo Rôma, Mary cho tiến hành một loạt các cuộc bách hại nhắm vào người Kháng Cách, trong đó có Thomas Cranmer, Nicholas Ridley, John Hooper, và những nhà lãnh đạo Kháng Cách khác. Những người này đều bị xử thiêu.
Có khoảng 800 người Kháng Cách Anh, muốn tránh cuộc bách hại, đã chấp nhận cuộc sống lưu vong. Do không được đón tiếp tại các lãnh thổ Lutheran tại Đức, họ tìm đến Emden, Wesel, Frankfurt, Strasbourg, Zurich, Basel, Geneva, và Aarau và thành lập các giáo đoàn tại các thành phố này. Phần lớn đều chấp nhận Sách Cầu nguyện chung năm 1552, ngoại trừ giáo đoàn Frankfurt dưới quyền lãnh đạo của John Knox. Xem Sách Cầu nguyện chung năm 1552 là cải cách nửa vời, Knox soạn cho mình Sách Giáo nghi chung (Book of Common Order).

### Năm 1559 – 1625

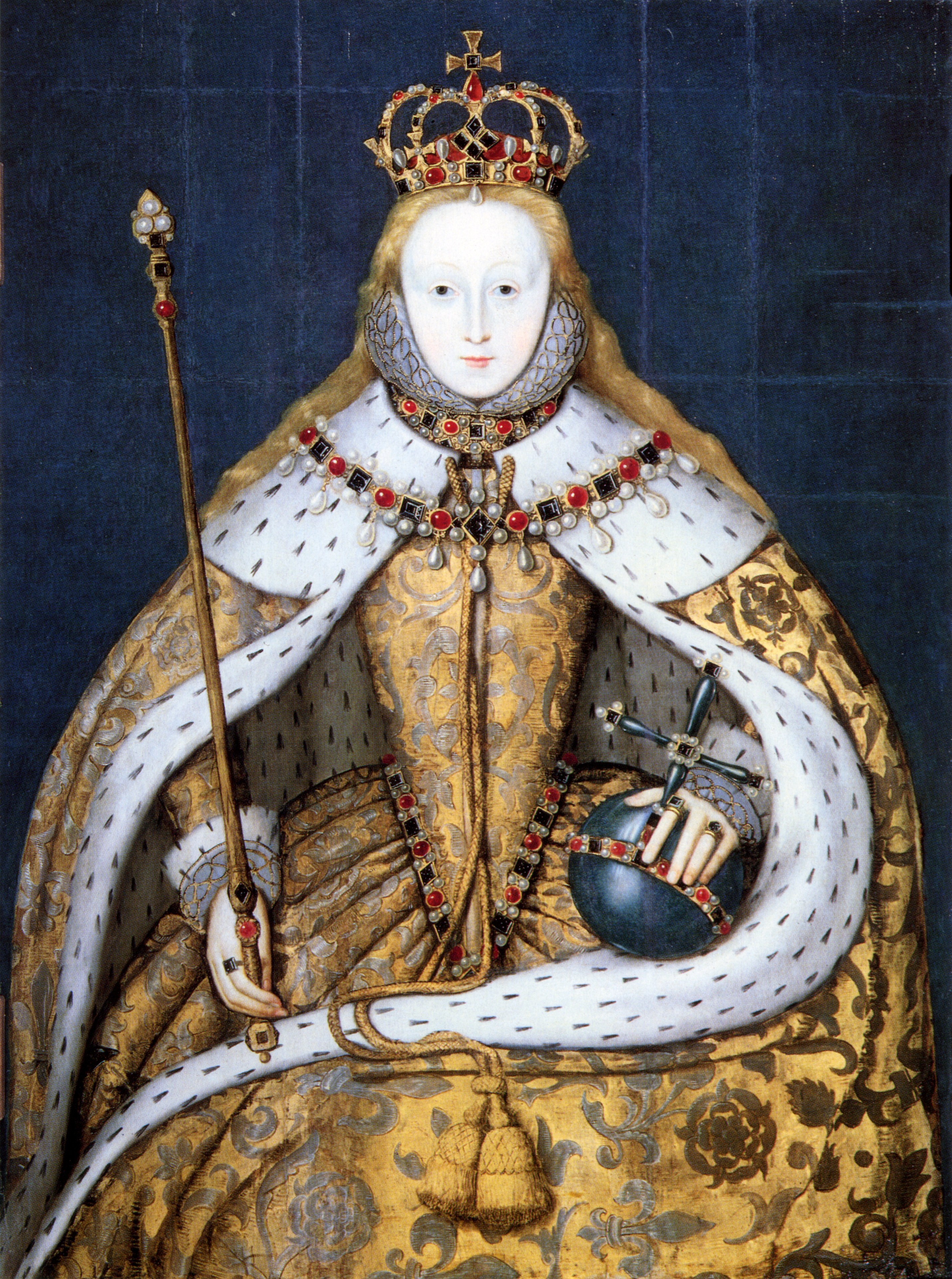
Nữ hoàng Elizabeth I. Anh giáo được xác lập dưới thời trị vì của bà.

Thanh giáo khởi phát từ những bất bình đối với Định chế Tôn giáo thời Elizabeth, khi những người Kháng Cách cấp tiến xem định chế này là một sự thỏa hiệp đối với cựu giáo. Trong khi các phong trào cải cách ở châu Âu đại lục cương quyết khước từ các mô thức và cấu trúc của Công giáo, cuộc cải cách tại Anh đặt giáo hội dưới quyền kiểm soát của vương quyền và duy trì nhiều tập tục tôn giáo cũ. Đối với nhiều người, điều này có nghĩa là xác tín tôn giáo phải nhượng bộ cho quyền lợi chính trị. Trong thời trị vì của Mary I, những nhân vật lãnh đạo Kháng Cách như Thomas Cartwright, Walter Travers, và Andrew Melville phải đến tị nạn ở Âu châu đại lục, nhờ đó họ có cơ hội tiếp xúc với những nhà cải cách ở Geneva (theo Thần học Calvin) và tại Đức (theo tư tưởng Luther). Các mối tiếp xúc này giúp định hình lập trường của họ đối với quan điểm trung dung của Elizabeth.
Người Thanh giáo cùng chia sẻ niềm xác tín rằng các giáo hội hiện hữu đã bị thoái hóa do tiếp xúc với các nền văn minh ngoại giáo, và bị khống chế bởi vua chúa và Giáo hoàng. Vì vậy, họ cố tái cấu trúc và "thanh tẩy" hội thánh qua niềm tin đặt vào thẩm quyền tuyệt đối của Kinh Thánh, và giáo lý quyền tư tế của mỗi tín hữu.
Bởi vì người Thanh giáo thường là tín hữu Kháng Cách trí thức, nhiệt huyết và tương đối cấp tiến, họ muốn Giáo hội Anh đến gần hơn với các giáo hội Kháng Cách ở châu Âu, nhất là hội thánh tại Geneva. Người Thanh giáo dị ứng với các vật dụng thờ cúng và nghi thức trong nhà thờ (áo lễ, đàn phong cầm, quỳ bái), xem chúng giống như tội thờ lạy hình tượng. Người Thanh giáo từ chối ủng hộ tất cả giáo nghi quy định trong Kinh Cầu nguyện chung và sự bắt buộc theo các nghi thức đã quy định. Do đó, họ bị xem là một lực lượng đối lập.

### Dưới triều Elizabeth I và James I
Trong thập niên 1570, mặc dù có những tranh luận trong vòng người Thanh giáo liệu nên chọn thể chế Trưởng Lão hay Tự trị Giáo đoàn cho hội thánh, tất cả người Thanh giáo đều mạnh mẽ chỉ trích thể chế và giáo nghi mà vương quyền muốn áp dụng cho giáo hội, và than phiền về những nỗ lực của các Giám mục Giáo hội Anh ép buộc mọi người phải tuân giữ Kinh Cầu nguyện chung. 

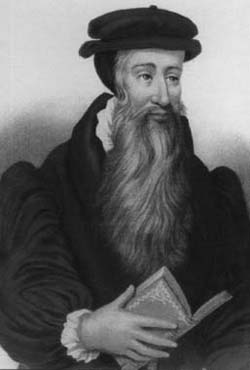
John Knox, người dẫn dắt Giáo hội Scotland theo Thần học Calvin.

Vấn đề thẩm quyền của giới tăng lữ gây ra nhiều tranh cãi, Elizabeth đề nghị Richard Hooker viết quyển Of the Laws of Ecclesiastical Polity để phản bác quan điểm ủng hộ thể chế Trưởng Lão. Hooker phác thảo lập trường trung dung cho giáo hội Anh, và đề xuất một bộ quy luật đặc biệt. Ý tưởng của ông trở thành cột trụ cho Anh giáo, sau này được áp dụng bởi Tổng Giám mục William Laud, người mà phe Thanh giáo xem là kẻ đối đầu chính.
Những người có chủ trương cấp tiến này bị thành phần đa số trong giáo hội Anh xem thường và gán cho biệt danh "Thanh giáo", với ngụ ý chế giễu, xem họ là những kẻ bị ám ảnh với tham vọng "thanh tẩy" hội thánh.
Trong khi đó, dưới sự lãnh đạo của John Knox, Giáo hội Scotland đã tiến hành các bước cải cách theo mô hình Trưởng Lão mà người Thanh giáo mong ước được áp dụng tại Anh. Khi James VI của Scotland trở thành James I của Anh, nhà vua bổ nhiệm những người Thanh giáo vào một vài vị trí quyền lực trong giáo hội nhằm kiểm soát ảnh hưởng đang lên của William Laud. Tuy nhiên, James không phải là người Thanh giáo và luôn nghi ngờ họ, xem phong trào này như là một nguy cơ tiềm ẩn cho vương quyền trong chính sách kiểm soát giáo hội.

### Từ năm 1625 – 1660
Trong giai đoạn này, người Thanh giáo thường được xem là người biệt giáo (tách khỏi quốc giáo). Bởi vì người biệt giáo tại Anh bị cấm đoán trong các ngành nghề đòi hỏi sự trung thành với quốc giáo, người Thanh giáo hoạt động tích cực trong một số ngành công nghiệp mới. Nhờ đó, họ có ảnh hưởng khống chế trong các doanh nghiệp xuất nhập khẩu và khao khát đến Tân Thế giới để mở rộng giao thương. Khi quan hệ mậu dịch giữa hai bờ Đại Tây Dương phát triển, người Thanh giáo ở Anh trở nên giàu có. Tương tự, những người làm việc trong các ngành nghề thủ công ngày càng chấp nhận lập trường Thanh giáo. Vì vậy, các vấn đề kinh tế, chính trị và sự căng thẳng về tôn giáo dẫn đến cuộc Nội chiến Anh đan xen với nhau để trở thành nguyên nhân chia rẽ Giáo hội Anh thành hai nhóm đối đầu, "Cavalier" (Bảo hoàng) và "Roundhead" (Cộng hòa).

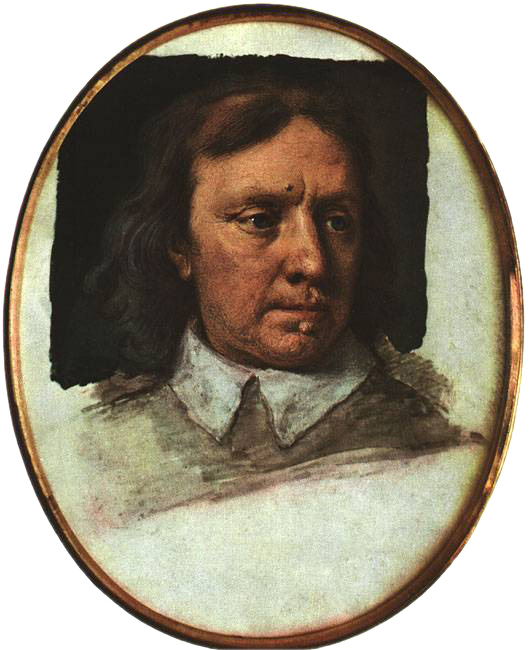
Oliver Cromwell, lãnh tụ Thanh giáo, người sáng lập Cộng hòa Anh (1649-1660).

Nhóm Thanh giáo thủ giữ vai trò then chốt trong những thắng lợi của phe nghị viện, và nắm thế đa số ở Quốc hội, sau khi phe bảo hoàng rút lui, và những người chủ trương đàm phán với nhà vua bị loại bỏ. Lãnh tụ quân sự Thanh giáo, Oliver Cromwell, trở thành nguyên thủ Cộng hòa Anh (Englisth Commonwealth). Trong thời kỳ này, Giáo hội không còn đặt dưới sự kiểm soát của vương quyền, nhưng có nhiều thẩm quyền hơn đối với các giáo sở, hầu hết các giáo sở đều phát triển theo khuynh hướng Thanh giáo và chấp nhận một phần Thần học Calvin. Tuy nhiên, chưa bao giờ có một giáo phái Thanh giáo được chính thức thành lập; chính phủ Cộng hòa tỏ ra khoan hòa hơn đối với các bất đồng thần học, do đó có nhiều tranh cãi về thần học và chính trị diễn ra trong giai đoạn này. Khi những người Thanh giáo cầm quyền, từ "Thanh giáo" không còn phổ biến, thay vào đó là "nonconformist" (biệt giáo), về sau thuật từ này được dùng để chỉ những giáo hội Kháng Cách không theo quốc giáo.

### Di cư
Mặc dù vẫn trung thành với giáo hội, nhưng cho rằng Giáo hội Anh không thật sự cải cách, nhiều người Thanh giáo di cư đến Bắc Mỹ từ thập niên 1620 đến thập niên 1640.
Những người này tìm đến định cự tại vùng New England. Cuộc Di cư Vĩ đại của người Thanh giáo diễn ra trong quãng thời gian tương đối ngắn, khởi đầu năm 1629 với việc thành lập Khu Định cư Vịnh Massachusetts, và kết thúc năm 1642 khi Vua Charles I cắt đứt phong trào di cư, và khi người Thanh giáo cảm thấy an toàn hơn ở trong nước. Từ năm 1629 đến 1643, có khoảng 21.000 người Thanh giáo di cư đến vùng New England.
Khi di cư đến New England, người Thanh giáo thường đi cả gia đình. Từ năm 1630 đến 1640, hơn 13.000 đàn ông, phụ nữ và trẻ em đi tàu đến Massachusetts. Các yếu tố tôn giáo và chính trị ảnh hưởng đến thành phần dân số, giới trẻ thường tìm kiếm những cơ hội kinh tế (chủ yếu ở các khu định cư Virginia), còn các chiếc tàu Thanh giáo chất đầy những người "bình thường", cả già lẫn trẻ, các gia đình cũng như những người đơn lẻ. Về số tuổi, cư dân Thanh giáo ở Tân Thế giới tương đồng với ở Anh. Như vậy, Khu Định cư Vịnh Massachusetts có thành phần dân số tương đối "bình thường". Ngược lại, khu định cư Chesapeake ở Virginia có tỷ lệ nam nữ là 4:1 trong những thập niên đầu, về sau là tỷ lệ này còn 2:1, dẫn đến con số đáng kể các cuộc hôn nhân dị chủng giữa đàn ông da trắng và phụ nữ bản địa. Trong khi đó, một nửa số di dân Thanh giáo là phụ nữ, nên ít xảy ra hôn nhân dị chủng trong cộng đồng này. Sự thành công của các khu định cư phần lớn phụ thuộc vào sự chăm chỉ làm việc của thành viên các gia đình Thanh giáo. Nhờ lao động cần cù mà những người Thanh giáo đã tạo nên hình ảnh "thành xây trên núi", một mẫu mực về đạo đức và sản xuất, khác xa với hình ảnh thối nát của Giáo hội Anh thời ấy.
Cả về phương diện kinh tế và tôn giáo, cấu trúc xã hội vùng New England lập nền trên vầng đá tảng là các gia đình Thanh giáo. Phụ nữ được giao trọng trách nuôi dưỡng trẻ con trở thành các công dân tốt theo mẫu mực đức hạnh của Thanh giáo. Các chuẩn mực đạo đức và tôn giáo được ứng dụng trong cuộc sống thường nhật, hôn nhân, và nếp sống gia đình đã nâng cao vị trí của người phụ nữ trong cộng đồng. Dù người cha là người điều hành công việc và hướng dẫn thờ phượng trong gia đình, sự thành công trong xã hội Tân Thế giới phụ thuộc vào sự hòa hợp trong đời sống hôn nhân và sự nuôi dạy trẻ trong sự tin kính – cả hai phạm trù này đều là lĩnh vực riêng của phụ nữ Thanh giáo.

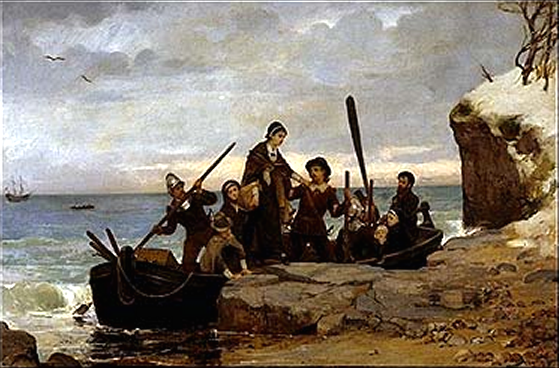
Họa phẩm thế kỷ 19 miêu tả cảnh di dân cập bến Plymouth Rock năm 1620.

Trong thế kỷ 17, cuộc tranh chấp giữa Giáo hội Anh với các nhóm Trưởng Lão và Thanh giáo không chỉ giới hạn trong nội địa Anh – đẩy mạnh cuộc di cư lần thứ hai của các tín hữu Kháng Cách Anh rời Ái Nhĩ Lan đến Bắc Mỹ, - mà còn lan đến Bermuda, lãnh thổ hải ngoại lâu đời thứ nhì của Anh, là nguyên nhân của đợt di cư của gần 10.000 người Bermuda tìm đến Tân Thế giới. Hầu hết là người định cư Mỹ, họ có công thành lập các khu định cư khắp miền Nam. Nhiều người đến Bahamas, trong số đó có những gia đình Thanh giáo, dưới sự dẫn dắt của William Sayle, thành lập khu định cư Eleuthera trong năm 1648.
Trong thập niên 1660, một thách thức lớn đến với các khu định cư Thanh giáo ở Tân Thế giới là khi thế hệ đầu tiên trở nên già yếu. Thế hệ tiên phong từng tạo dựng các khu đinh cư này là những người nhiệt thành với niềm tin tôn giáo, và khi số người này giảm sút theo thời gian thì số thành viên trong các nhà thờ cũng sụt giảm. Số tín hữu nam giới giảm sút trở nên một vấn nạn nghiêm trọng cho các nhà thờ, bởi vì, vào thời ấy, nam giới là người nắm giữ quyền lực trong xã hội. Đến đầu thập niên 1660, phụ nữ trở nên thành phần đa số trong các nhà thờ. Nhưng sau khi Anne Hutchinson bị trục xuất, phụ nữ không còn được phép phát biểu trong nhà thờ. Trong khi đó, các mục sư Thanh giáo, những người quan tâm đến vị thế và quyền lực của giáo hội tại đây, cố đẩy mạnh giải pháp kìm hãm đà suy giảm số lượng tín hữu với phát kiến Giao ước Trung dung (giảm nhẹ các tiêu chuẩn đối với thuộc viên hội thánh, nhất là các chứng thực về trải nghiệm tâm linh), nhằm nâng cao số người gia nhập các nhà thờ.
Lại thêm những đợt di dân dưới thời cầm quyền của Cromwell, nhưng không phải là số lượng lớn, cũng không phải do "bách hại tôn giáo". Trong thực tế, nhiều người Thanh giáo quay trở lại Anh trong thời Nội chiến. "Năm 1641, khi bắt đầu cuộc Nội chiến Anh, các di dân trở lại để chiến đấu cho chính nghĩa Thanh giáo, và khi nhóm Thanh giáo chiến thắng, nhiều người cho rằng nước Anh dưới thời Oliver Cromwell còn chịu nhiều ảnh hưởng của Thanh giáo hơn ở vùng đất mới."
Cũng có một số người Thanh giáo di cư đến Trung Mỹ và Caribbean.

### Từ năm 1660 đến nay
Ảnh hưởng của Thanh giáo kéo dài tại Anh dưới nhiều hình thức khác nhau. Nhưng mọi sự kỳ thị chống lại người Thanh giáo trên đất nước này đều chấm dứt trong thập niên 1640, khi lực lượng Thanh giáo, dưới quyền lãnh đạo của Oliver Cromwell, lật đổ nền quân chủ Anh trong cuộc Nội chiến.

#### Thanh trừng
Sau khi vương quyền được phục hồi vào năm 1660, Giáo hội Anh nỗ lực khẳng định thẩm quyền của mình như là quốc giáo tại Anh. Năm 1662, diễn ra một cuộc "thanh trừng" khi Đạo luật Đồng nhất (Act of Uniformity) được thông qua. Có khoảng hai ngàn mục sư Thanh giáo bị buộc phải rời bỏ nhiệm sở trong giáo hội Anh sau khi Charles II phục hồi ngôi báu. Các cuộc bách hại xảy ra rải rác khắp nơi và giảm nhẹ khi James II lên trị vì, nhất là sau cuộc Cách mạng Vinh quang của William và Mary.

#### Ảnh hưởng
Thanh giáo tạo lập ảnh hưởng trên hai trào lưu Tự do (Latitudinarian) và Tin Lành (Evangelical) trong Giáo hội Anh. Trong khi đó, ở Âu châu trong thế kỷ 17 và 18, bùng phát một phong trào trong Giáo hội Luther lập nền trên hệ tư tưởng Thanh giáo, trở lên sức mạnh tôn giáo đáng kể là Phong trào Sùng tín (Pietism). Tại Hoa Kỳ, các khu định cư Thanh giáo trong vùng New England từng kiến tạo ảnh hưởng sâu rộng trong cộng đồng Kháng Cách trên đất nước này.
Ngược lại, trong số các di dân đến vùng New England, có những người tìm kiếm một môi trường tự do hơn cho các hoạt động tôn giáo lại gặp phải sự đàn áp của những người Thanh giáo chủ trương thần quyền.

#### Suy thoái
Sự đàn áp của những người Thanh giáo chủ trương thần quyền là nguyên nhân của nhiều vụ "trục xuất" (tự nguyện hoặc bắt buộc) các nhà lãnh đạo các giáo phái không phải Thanh giáo khỏi lãnh thổ Khu Định cư Vịnh Massachusetts. Hành động tiêu cực này của người Thanh giáo lại tạo ra hiệu quả tích cực trong lịch sử nước Mỹ khi những người bị trục xuất đi ra thành lập các khu định cư mới như Rhode Island, Pennsylvania, New Jersey, Delaware, New Hampshire, trở thành những vùng đất có chủ trương bao dung tôn giáo và sản sinh nhiều tín hữu Cơ Đốc nhiệt thành chọn lựa nếp sống Cơ Đốc bên ngoài ảnh hưởng của Thanh giáo theo thần quyền.
Quyền lực và ảnh hưởng của các nhà lãnh đạo Thanh giáo ở New England bị suy giảm đáng kể sau các vụ án phù thủy ở Salem, Massachusetts, diễn ra trong thập niên 1690. Khởi đầu với một vụ xét xử vài người tự nhận là phù thủy có sử dụng ma thuật, các vụ xét xử lan rộng ảnh hưởng đến những người vô tội. Vào thời đó nhiều người tin vào sự hiện hữu và hiệu quả của phép thuật, nên các vụ xét xử, dưới áp lực của quần chúng đang cuồng nộ, được tiến hành ngược với các nguyên tắc của công lý.
Ngoài ra, cung cách cai trị nghiêm khắc của giới cầm quyền Thanh giáo tạo ảnh hưởng tiêu cực trên người dân – như được miêu tả chi tiết trong một tiểu thuyết của Nathaniel Hawthorn, The Scarlet Letter – dẫn đến việc họ mất quyền kiểm soát chính trị tại Massachusetts năm 1700, và sự suy thoái của ảnh hưởng Thanh giáo, như là một trào lưu tôn giáo, trên nhiều vùng đất khác trong giữa thập niên 1700.
Một số giáo phái Trưởng Lão như Giáo hội Trưởng Lão (USA) được xem là "hậu duệ" của Thanh giáo.
Các hội thánh Tự trị Giáo đoàn cũng có nguồn gốc từ Thanh giáo như giáo phái Congregational Christian Churches (CCC) tại Hoa Kỳ. Các nhà thờ của CCC là "hậu duệ" trực tiếp của các giáo đoàn Thanh giáo New England.
Một số giáo đoàn theo Duy nhất Thần giáo (Unitarian) cũng có nguồn gốc từ các giáo đoàn Thanh giáo Anh và New England.